# Chocianowiec
Chocianowiec est une localité polonaise de la gmina de Chocianów, située dans le powiat de Polkowice en voïvodie de Basse-Silésie.